# Vätbroklöpare
Vätbroklöpare (Badister meridionalis) är en skalbaggsart som beskrevs av Puel 1925. Vätbroklöpare ingår i släktet Badister, och familjen jordlöpare. Enligt den svenska rödlistan är arten nära hotad i Sverige. Arten förekommer på Gotland och Öland samt tillfälligtvis även i Götaland. Artens livsmiljö är våtmarker, jordbrukslandskap.